# Amaranta Fernández
Amaranta Fernández Navarro (Mataró, 11 de agosto de 1983) é uma ex-voleibolista indoor e atualmente jogadora de vôlei de praia espanhola.

## Carreira
O início no esporte deu-se na modalidade indoor, e em 2002 atuava na posição central no Universidad de Burgos, transferindo-se em 2004 para o CV Albacete, já em 2006 jogou pelo Grupo 2002 Murcia, após dois anos neste foi contratada por uma temporada pelo Santeramo Sport, na sequência representou o Pallavolo Villanterio, depois atuou no voleibol polones pelo Trefl Sopot de 2010 a 2012.
Em 2009 foi convocada para seleção espanhola e disputou a edição do Campeonato Europeu realizado na Polônia.Com Diana Castaño começou a competir a partir de 2012 no vôlei de praia.Ainda na temporada 2012-13 atuou pelo Chieri Torino, depois prosseguiu no vôlei de praia.
Em 2018 ao lado de Ángela Lobato Herrero representou seu país na conquista da medalha de bronze nos Jogos do Mediterrâneo em Tarragona.